# Monastère Saint-Benoît de Brignoles
Le monastère Saint-Benoît de Brignoles est un monastère bénédictin situé dans la commune de Brignoles (Var) à 46 kilomètres de Toulon.

## Histoire

### Les Templiers et les Hospitaliers
Au début du XIe siècle, une famille de Rians fit ériger l'église d'architecture romane qu'elle donna, par la suite en 1025, à l'abbaye Saint-Victor de Marseille. Peu de temps après la création de l'ordre du Temple, ce dernier l'acquit au XIIe siècle. Les Templiers agrandirent le domaine, par la construction de nouveaux bâtiments, qui prit le nom de Saint-Christophe car maintenant propice à l’accueil des pèlerins en route pour la Terre sainte qui passaient par la proche Via Aurelia.
Lorsqu'en 1312, le pape Clément V ordonna la dissolution de l'Ordre, cette maison du Temple (ou commanderie secondaire) passa sous la juridiction des Hospitaliers de l'ordre de Saint-Jean de Jérusalem, relevant alors de la commanderie de Beaulieu (Var).

### XXIesiècle
L'ancienne commanderie reprit religieusement vie lorsque, en août 2020, plusieurs membres issus du monde anglophone, déjà présents depuis 2011 à La Garde-Freinet, s'y installèrent et la renommèrent Monastère Saint-Benoît du nom de leur communauté.
Ses moines ont la particularité de célébrer les offices selon le rite tridentin (et pour la semaine sainte, le missel romain de 1953, soit l'édition avant le remaniement du pape Pie XII). Le monastère, maintenant dédié au saint fondateur des bénédictins, voit son quotidien rythmé par la prière des heures et le respect de la règle de saint Benoît. Par ailleurs, le monastère est dépositaire de plusieurs reliques monastiques (le bienheureux Notker le Bègue et de saint Lambert de Maastricht inclus).
Le père australien Alcuin Reid en est son prieur et responsable. Ce dernier a été ordonné prêtre, hors de France et dans la clandestinité, en avril 2022. L'évêque du diocèse de Fréjus-Toulon, Dominique Rey a alors suspendu Alcuin Reid en indiquant qu’il n’avait pas donné d’autorisation pour cette ordination. Dans une déclaration publiée sur le site Internet du monastère, l'ordination a été défendue comme étant la recommandation de la visite canonique du diocèse et nécessaire pour protéger l'intégrité liturgique du monastère, qui manquait d'un prêtre résident. Puis le 10 juin 2022, Dominique Rey supprime l’association publique de fidèles Monastère Saint-Benoît, « sous la pression du Vatican »,,. Le monastère est toujours ouvert et actif, et les moines ont affirmé leur intention de rester fidèles à leur vie et à leur vocation, quelles que soient les sanctions qui peuvent leur être imposées par les autorités de l'Église.[réf. souhaitée]

## Bâtiments
Les bâtiments en équerre sont inscrits au titre des monuments historiques par arrêté du 21 décembre 1984.
Le site est également classé monument du patrimoine culturel.
Le monastère est le dépositaire de plusieurs reliques monastiques, dont le bienheureux Notker le Bègue et saint Lambert de Maastricht.